# ドライブアウェイ・ドールズ
『ドライブアウェイ・ドールズ』（原題：Drive-Away Dolls）は、2024年のアメリカ合衆国のコメディ映画。コーエン兄弟の弟イーサン・コーエン初の単独監督作品。出演はマーガレット・クアリーとジェラルディン・ヴィスワナサンなど。アメリカ縦断の旅に出た女性2人組の珍道中を描いた。

## ストーリー
ドライブアウェイ（車の配送）をしながらドライブ旅行をしている2人の女性ジェイミーとマリアンは、謎のスーツケースを巡ってギャングに追われるはめになる。

## キャスト
※括弧内は日本語吹替。
- ジェイミー：マーガレット・クアリー（田村睦心）
- マリアン：ジェラルディン・ヴィスワナサン（森なな子）
- スーキー：ビーニー・フェルドスタイン（木村香央里）
- ボス：コールマン・ドミンゴ（関口雄吾）
- サントス：ペドロ・パスカル（菊池康弘）
- カーリー：ビル・キャンプ（浦山迅）
- アーリス：ジョーイ・スロトニック（英語版）（佐藤せつじ）
- フリント：C・J・ウィルソン（英語版）（さかき孝輔）
- ゲイリー：マット・デイモン（内田夕夜）
- 謎の女：マイリー・サイラス（クレジットなし）[6]

## 作品の評価
Rotten Tomatoesによれば、247件の評論のうち高評価は63%にあたる156件で、平均点は10点満点中6.1点、批評家の一致した見解は「マーガレット・クアリーとジェラルディン・ヴィスワナサンの魅力的な変人カップルの相性の良さのおかげで『ドライブアウェイ・ドールズ』はあまりにもありきたりな脚本と不安定な演出を乗り越える力を得ている。」となっている。
Metacriticによれば、50件の評論のうち、高評価は22件、賛否混在は24件、低評価は4件で、平均点は100点満点中56点となっている。